# Tváře (film)
Tváře (v anglickém originále Faces) je americký film z roku 1968, který natočil režisér John Cassavetes podle vlastního scénáře. Hrají v něm Seymour Cassel, Gena Rowlands, John Marley, Lynn Carlin a další. Seymour Cassel a Lynn Carlin byli za své role neúspěšně nominováni na Oscara, stejně jako Cassavetes za svůj scénář. Na vzniku filmu, natočeném během půl roku již v roce 1965, tedy tři roky před premiérou, se nepodílela žádná filmová společnost, Cassavetes si jej financoval sám. Z toho důvodu se na mnoha věcech šetřilo; natáčelo se u Cassavetese doma, případně u přátel, i herci často pocházejí z řad přátel či rodiny. Natočeno bylo mnoho hodin záznamu, verze promítaná při premiéře měla 183 minut, do širšího oběhu se dostala 130minutová verze. Později byla uvedena ještě verze o 147 minutách. Ostatní vystříhané části jsou považovány za ztracené. Jde o Cassavetesův poslední černobílý film.